# Kuchibue
Kuchibue (口笛?) è un brano musicale del gruppo musicale giapponese Mr. Children, pubblicato come loro diciottesimo singolo il 13 gennaio 2000, ed incluso nell'album Q. Il singolo ha raggiunto la prima posizione della classifica Oricon dei singoli più venduti in Giappone, vendendo 724 070 copie.

## Tracce
CD Singolo TFDC-28103
1. Kuchibue (口笛)
2. Heavenly kiss

## Classifiche
| Classifica (2000) | Posizione più alta |
| ----------------- | ------------------ |
| Giappone (Oricon) | 1                  |